# Trox sulcatus
Trox sulcatus là một loài bọ cánh cứng trong họ Trogidae.

## Hình ảnh

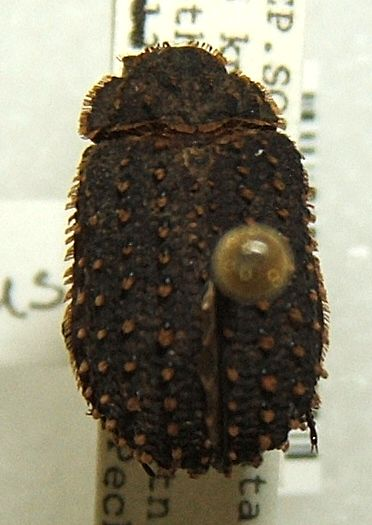